# 임경재 (회계학자)
임경재(任璟宰, 1876년~1955년)은 대한민국의 회계학자이다. 본관은 풍천(豊川)이고 호는 원인(圓人)이다.

## 생애
관립외국어학교를 졸업한 뒤, 광성의숙(廣成義塾)의 강사로 활동했으며, 학교명이 휘문의숙(徽文義塾)으로 개칭되면서부터는 학감(學監)으로, 1918년에 휘문고등보통학교로 교명이 변경되어 교장으로 활동했다.
휘문고등보통학교의 교장으로 재직하면서 최두선(崔斗善), 장지영(張志暎), 이병기(李秉岐), 김윤경(金允經) 등 10여명과 조선어연구회(朝鮮語硏究會)를 창립했다.